# Eulalia maritima
Eulalia maritima är en gräsart som först beskrevs av Elmer Drew Merrill, och fick sitt nu gällande namn av Aimée Antoinette Camus. Eulalia maritima ingår i släktet Eulalia och familjen gräs. Inga underarter finns listade i Catalogue of Life.